# Lincèstida

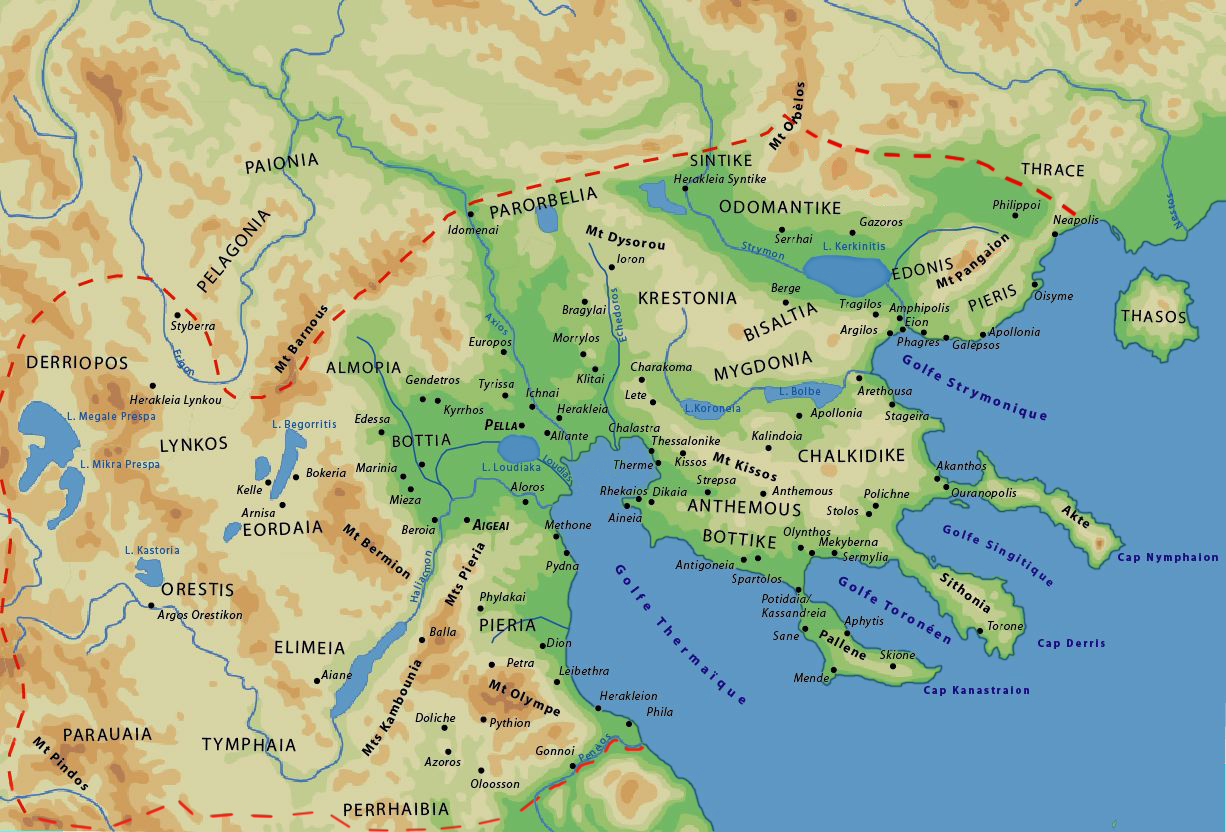
Mapa de la Lincèstida

La Lincèstida (grec antic: Λυγκηστίς, Lyncestis) era el país dels lincestes, un poble de l'antiga Macedònia. Era un petit regne independent que després va passar al Regne de Macedònia. Estava situat a sud dels pelagons, entre aquest poble i els eordis. La Lincèstida abraçava l'alta Macedònia (modernament anomenada Filúrina) i al sud la part de l'antic riu Erigó (l'actual Crna Reka) amb les seves branques del Bevos i l'Òsfagos. Hi passava la via Egnàcia, que formava de fet la frontera amb el país dels eordis. Filip V de Macedònia va combatre en aquests territoris contra els romans.
Tucídides narra l'assaig del rei Perdicas III de Macedònia de conquerir la Lincèstida, que va acabar en una negociació entre el seu aliat Bràsides i el rei dels lincestes Arribeu. L'any següent Bràsides va fer una atrevida retirada davant les forces dels lincestes i els il·liris. Segons Estrabó, la filla d'Arribeu, anomenada Irra, fou la mare d'Eurídice, esposa del rei Amintes IV de Macedònia, pare de Filip II de Macedònia, i a causa d'aquest enllaç la Lincèstida va passar al regne de Macedònia.
A la campanya del 200 aC va combatre en aquest districte el cònsol Publi Sulpici Galba Màxim contra les forces del rei Felip V de Macedònia. El primer campament romà fou establert a Lincos, a la riba del Bevos; Lincos, si és que no era un sinònim de Lincèstida, era probablement a la vora de la ciutat d'Heraclea o era aquesta mateixa, que segurament fou la capital del país.